# 脊索
脊索（せきさく）は全ての脊索動物で見られる柔軟な棒状体である。これは中胚葉由来の細胞から構成され、胚の初期の軸を規定する。かつて原索動物と言われた群では成体までこれを維持する例がある。下等な脊椎動物では一生にわたって体の主軸を支えるが、高等な脊椎動物では脊椎と置き替わる。
これの出現は神経管と同期している。神経溝の腹側の内胚葉は軸方向に肥厚する。この肥厚は溝を作り、その縁が近づいていき、内胚葉から分離して細胞の棒状の塊（脊索）となる。一般的には脊索は、神経系を誘導する形成体であると考えられている。
高等脊椎動物では将来の脊椎の全ての長さを通して延び、中脳の前端まで届き、そこで将来の蝶形骨の鞍背となる領域で鉤様になって終わる。脊索は始め神経管と卵黄嚢の内胚葉の間にある。しかしすぐに、内側へ成長しそれを囲む中胚葉によって分離される。神経管と脊索を囲む中胚葉から、頭蓋骨と脊椎、そして脳膜と脊髄が発生する。